# Freetown (Indiana)
Freetown – jednostka osadnicza w Stanach Zjednoczonych, w stanie Indiana, w hrabstwie Jackson.